# Caliban (musikgrupp)
Caliban är ett metalcoreband från Essen i Tyskland. Gruppen bildades 1997 under namnet Never Again. Bandet bytte namn i samband med att de togs upp på skivbolaget Lifeforce Records.

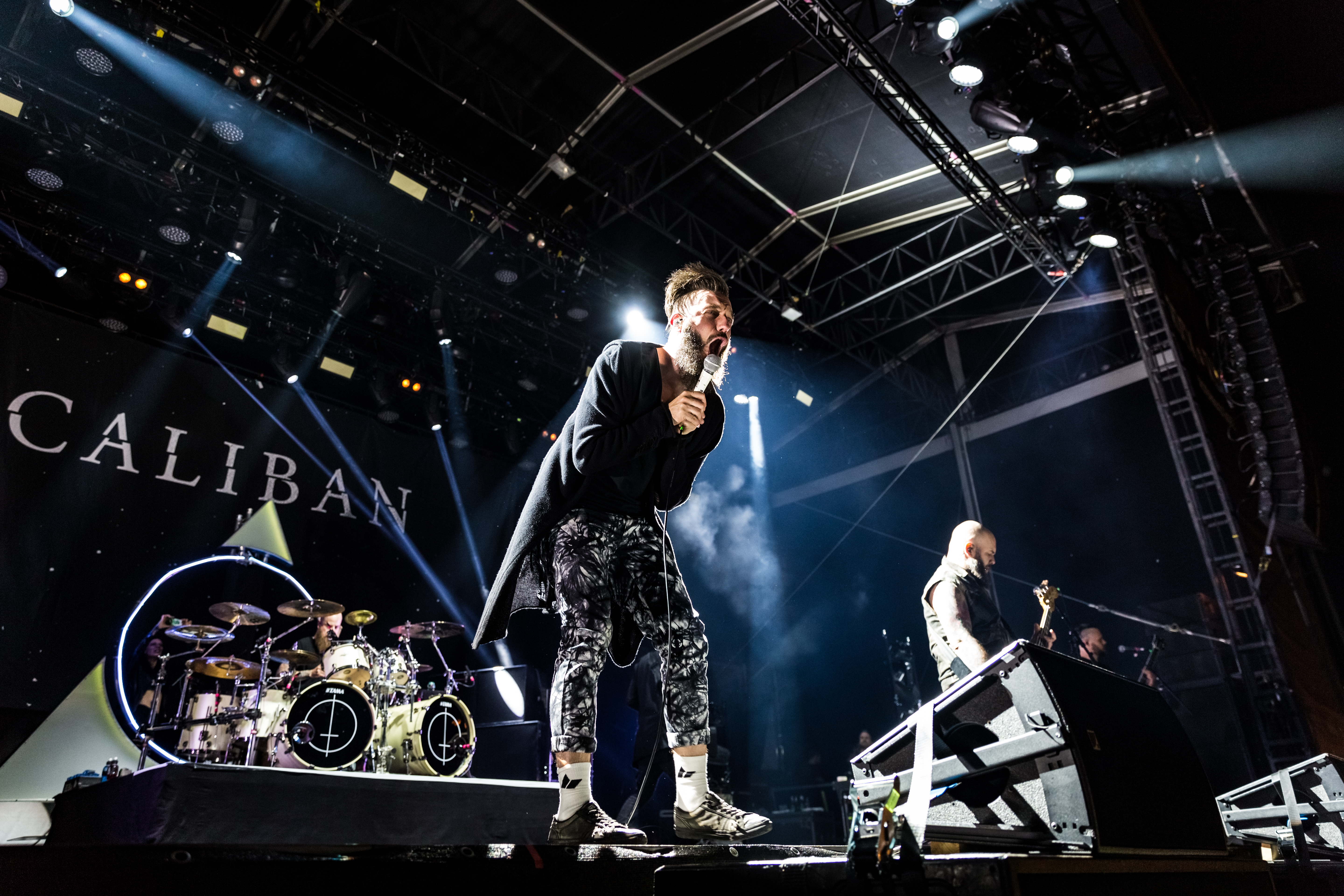
Live Rock am Ring 2018

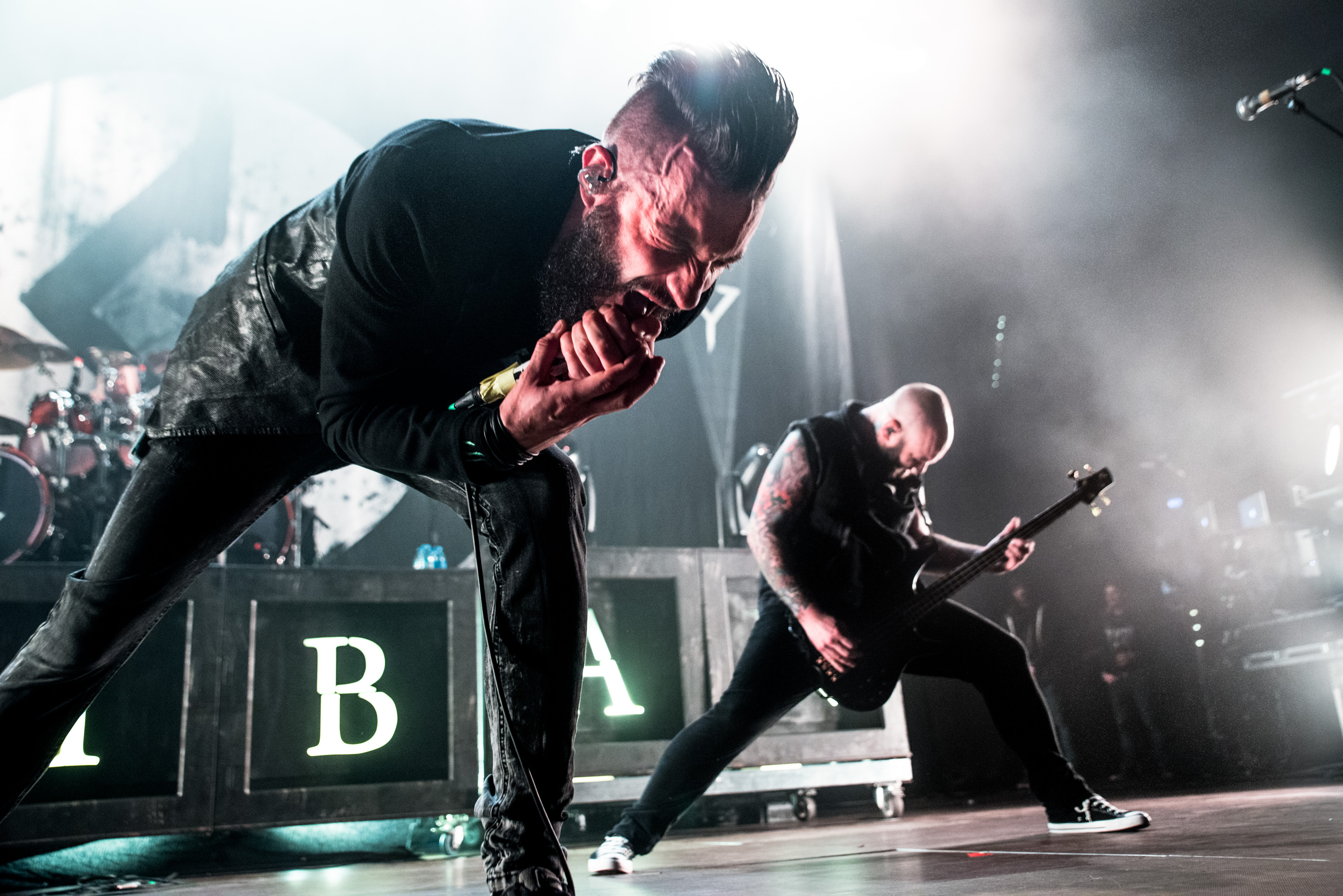
Live 2016

2006 spelade gruppen på Wacken Open Air.
Caliban har släppt 13 studioalbum. Det senaste, Back From Hell, gavs ut i april 2025.

## Medlemmar
Nuvarande medlemmar
- Marc Görtz – gitarr (1997– )
- Andreas Dörner – sång (1997– )
- Denis Schmidt – gitarr, sång (2002– )
- Patrick Grün – trummor (2004– )
- Iain Duncan – basgitarr, sång (2024– )[2]

Tidigare medlemmar
- Engin Güres – basgitarr (1997–2004)
- Robert Krämer – trummor (1997–2003)
- Andreas Nikolaou – gitarr (1997)
- Claus Wilgenbusch – gitarr (1997–1999)
- Thomas Sielemann – gitarr (2000)
- Boris Pracht – basgitarr (2004–2005)
- Marco Schaller – basgitarr (2005–2022)

Turnerande medlemmar
- Daniil Svetlov – trummor (2015)

## Diskografi
Studioalbum
- 1999 – A Small Boy and a Grey Heaven
- 2001 – Vent
- 2003 – Shadow Hearts
- 2004 – The Opposite from Within
- 2006 – The Undying Darkness
- 2007 – The Awakening
- 2009 – Say Hello to Tragedy
- 2012 – I Am Nemesis
- 2014 – Ghost Empire
- 2016 – Gravity
- 2018 – Elements
- 2022 – Dystopia
- 2025 – Back from Hell

EP
- 1998 – Caliban
- 2011 – Coverfield

Singlar
- 2003 – "Shadow Hearts (2 Track Promo)"
- 2004 – "The Beloved and the Hatred"
- 2006 – "It's Our Burden To Bleed"

Annat
- 2000 – The Split Program (splitalbum med Heaven Shall Burn)
- 2005 – The Split Program II (splitalbum med Heaven Shall Burn)